# Kemri
Kemri è una suddivisione dell'India, classificata come nagar panchayat, di 23.854 abitanti, situata nel distretto di Rampur, nello stato federato dell'Uttar Pradesh. In base al numero di abitanti la città rientra nella classe III (da 20.000 a 49.999 persone).

## Geografia fisica
La città è situata a 28° 49' 0 N e 79° 13' 0 E e ha un'altitudine di 171 m s.l.m..

## Società

### Evoluzione demografica
Al censimento del 2001 la popolazione di Kemri assommava a 23.854 persone, delle quali 12.557 maschi e 11.297 femmine. I bambini di età inferiore o uguale ai sei anni assommavano a 4.722, dei quali 2.426 maschi e 2.296 femmine. Infine, coloro che erano in grado di saper almeno leggere e scrivere erano 6.703, dei quali 4.416 maschi e 2.287 femmine.